# Marcos e Marceliano
Marcos e Marceliano (em latim: Marcus e Marcellianus) são dois mártires venerados como santos pela Igreja Católica e pela Igreja Ortodoxa. Sua devoção é por vezes associada à dos Santos Tranquilino, Márcia, Nicostrato, Zoé, Cástulo e Tibúrcio, embora não no "Martirológio Romano" oficial da igreja, que menciona apenas Marcos e Marceliano (em primeiro lugar) entre os santos do dia 18 de junho. A menção dos dois no Calendário Geral Romano é anterior à reforma do Calendário Tridentino em 1969 (bula Mysterii Paschalis), pois nada se sabia sobre eles exceto os nomes, o fato de terem sido mártires e terem sido enterrados no dia 18 de junho na catacumba que leva o nome dos dois na Via Ardeatina.
As lendas sobre os dois afirmam que eles foram martirizados em Roma na época do imperador Diocleciano no final do século III, provavelmente em 286. Eles aparecem na maioria dos antigos martirológios, incluindo o romano, e seu martírio foi descrito em "Atos de São Sebastião", que, apesar de antiga, é completamente lendário.

## Lenda
Segundo a tradição, Marcos e Marceliano eram irmãos gêmeos de uma distinta família romana. Eles viviam em Roma e se tornaram diáconos da igreja antiga. Quando ambos se recusaram a realizar sacrifícios aos deuses romanos, foram presos. Seus pais, Tranquilino e Márcia, os visitaram na prisão e imploraram para que eles abandonassem sua fé.
Porém, Sebastião os convenceu a permanecerem firmes e também converteu Tranquilino e Márcia, além de Tibúrcio, o filho de Cromácio, um prefeito local. Nicostrato, um outro oficial, e sua esposa, Zoé, também foram convertidos. Segundo a lenda, Zoé havia perdido a voz seis anos antes, mas mesmo assim conseguiu transmitir a Sebastião sua vontade de se converter ao cristianismo. Tão logo ela o fez, sua voz voltou. Nicostrato então trouxe o resto dos prisioneiros, dezesseis pessoas que também foram convertidas.
Cromácio também acabou se convertendo e, depois de libertar todos os prisioneiros, renunciou e se retirou para a Campânia.
Marcos e Marceliano foram escondidos por Cástulo, um oficial cristão, mas acabaram traídos por um apóstata, Torquato, e foram presos novamente. O sucessor de Cromácio, Fabiano, os condenou a serem amarrados de cabeça para baixo em dois pilares com seus pregados a eles. Os dois ficaram pendurados por um dia inteiro antes de serem mortos com golpes de lança. Os gêmeos foram finalmente enterrados na Via Ardeatina, perto do cemitério de Santa Domitila.
Enquanto isso, Zoé foi pendurada num galho de árvore e uma fogueira foi acesa debaixo dos seus pés antes de ser assassinada. Nicostrato e cinco outros foram afogados no Tibre. Tibúrcio foi atirado numa vala e enterrado vivo.

## Veneração
Os corpos de Marcos e Marceliano foram transladados, provavelmente no século IX, para a igreja de Santi Cosma e Damiano, onde foram descobertos em 1583, durante o pontificado de Gregório XIII. Os corpos permanecem num túmulo perto de uma antiga pintura dos dois com uma terceira pessoa que parece ser a Virgem Maria. Em 1902, a basílica dos dois na Catacumba dos Santos Marcos e Marceliano foi redescoberta.